# Ballada o żołnierzu
Ballada o żołnierzu (ros. Баллада о солдате) – radziecki film wojenny z 1959 w reżyserii Grigorija Czuchraja.

## Opis fabuły
Rok 1942. Wojska radzieckie cofają się przed siłami hitlerowskimi. Młody żołnierz radziecki Alosza tkwi na swoim wysuniętym posterunku jako obserwator. Wobec ataku niemieckich czołgów, bezbronny i bezradny wycofuje się, co w praktyce oznacza paniczną ucieczkę. Gdy zdaje się, że lada chwila zmiażdży go nacierający niemiecki czołg, ścigany wpada do okopu, gdzie znajduje porzuconą rusznicę p. panc. Zdesperowany, oddaje z niej strzał w kierunku pojazdu i niszczy go, a następnie udaje mu się trafić jeszcze jedną niemiecką maszynę. Jego czyn zostaje uznany przez dowódców za bohaterski, chociaż on sam w swej prostoduszności wyznaje, ze wszystko to uczynił po prostu ze strachu. Na wiadomość o oczekującym go odznaczeniu, prosi generała o inną nagrodę – kilka dni urlopu w celu odwiedzenia matki, z którą na dobrą sprawę nie zdążył się pożegnać i która pisze mu w liście, że nawet przeciekającego dachu nie ma jej kto naprawić. Generał daje mu kilka dni urlopu i młody żołnierz wyrusza na tyły poprzez ogarniętą wojennym zamętem Rosję. Po drodze, choć bardzo się spieszy, nie odmawia pomocy potrzebującym. Wspiera więc inwalidę wojennego w jego trudnym powrocie do domu, odwiedza żonę frontowego kolegi (która w tym czasie znalazła już sobie innego). Wspierając innych, traci drogocenny czas, ujawniając jednak najlepsze cechy młodego, szlachetnego i prostodusznego człowieka. Przede wszystkim jednak pomaga młodej dziewczynie imieniem Szura, pomiędzy parą młodych, podróżujących razem ludzi, w pewnym momencie rodzi się uczucie, przerwane gwałtownym rozstaniem. Alosza w końcu dociera do swojej matki, jednak czas pozwala mu jedynie uścisnąć ją i zamienić kilka słów.

## O filmie
Film wyróżnia się pośród radzieckich filmów wojennych tamtego okresu. Jest jednym z najsławniejszych i spektakularnych dzieł radzieckiego kina wojennego przełomu lat 50. i 60. Jego głównym atutem nie jest akcja obfitująca w heroiczne wyczyny wojenne „bohaterskiego narodu radzieckiego”, ale siła lirycznej fabuły, wolnej od banalnej symboliki. Dominującym wrażeniem obrazu jest prostota – cecha naczelna wielkiej sztuki. Być może, właśnie to zadecydowało o jego dużym sukcesie w ZSRR i za granicą – film otrzymał wiele nagród, a w samym Związku Radzieckim obejrzało go ponad 30 mln widzów.

## Główne role
- Władimir Iwaszow – Alosza Skworcow
- Nikołaj Kriuczkow – generał
- Żanna Prochorienko – Szura
- Antonina Maksimowa – matka Aloszy
- Jewgienij Urbanski – inwalida Wasia
- Elza Leżdiej – żona inwalidy

## Ciekawostki
Akcja filmu rozgrywa się w 1942 roku, jednak jego bohaterowie noszą na mundurach pagony, które w Armii Radzieckiej zostały wprowadzone dopiero rok później (w 1943). Był to celowy zabieg reżysera, który przewidując projekcje filmu w Europie, nie chciał mącić ugruntowanego wyobrażenia radzieckich żołnierzy-wyzwolicieli w mundurach z pagonami.